# Eulmaix-xakin-xumi
Eulmaix-xakin-xumi o Eulmaš-šākin-šumi va ser rei de Babilònia probablement de l'any 1004 aC al 998 aC. Era el fundador de la dinastia de Bazi, la VI dinastia dels reis de Babilònia.
Els Bazi o Bit-Bazi eren una tribu assentada vora el Tigris, que segurament els cassites van integrar al seu territori. Segurament durant el període de confusió que van ocasionar les invasions dels arameus, Eulmaix-xakin-xumi es va apoderar del tron de Babilònia al final de la segona dinastia del País de la Mar. S'han conservat algunes inscripcions que diuen que va restaurar el culte de Xamaix, i va destinar una part dels ingressos del temple d'Esagila per al seu sosteniment.